# Bas van Bavel
Balthassar Jozef Paul (Bas) van Bavel (Breda, 24 juni 1964) is een Nederlands historicus. Sinds 2011 bekleedt hij de leerstoel 'Transitions of Economy and Society' bij de Universiteit Utrecht, waar hij sinds 2007 hoogleraar sociale en economische geschiedenis is. Zijn onderzoek is vooral gericht op pre-industrieel Noordwest-Europa.

## Carrière
Van Bavel behaalde een doctoraal in geschiedenis aan de Universiteit van Utrecht in 1988, en behaalde er zijn doctoraat in 1993. Tussen 1993 en 1995 werkte Van Bavel als universitair docent aan de Universiteit van Utrecht en de Universiteit van Amsterdam. Daarna werkte hij als research fellow bij de Koninklijke Nederlandse Akademie van Wetenschappen tot 1998. In 1999 keerde hij terug naar de Universiteit van Amsterdam als postdoctoraal onderzoeker gefinancierd door de Nederlandse Organisatie voor Wetenschappelijk Onderzoek (NWO). Tussen 2001 en 2008 leidde hij een onderzoek naar 'De organisatie van de markten in de late middeleeuwen in Holland', en tussen 2007 en 2012 leidde hij het project 'Economische groei en stagnatie in de pre-industriële tijdperk: Irak, Italië en de Lage Landen, 600-1700', beide aan de Universiteit van Utrecht en gefinancierd door NWO. In 2007 werd hij benoemd tot hoogleraar Economische en Sociale Geschiedenis van de Middeleeuwen. Tussen 2011 en 2014 was hij hoofd van de afdeling Economische en Sociale Geschiedenis van het departement Geschiedenis. In 2014 werd hij benoemd tot hoogleraar 'Transitions of Economy and Society' en sindsdien leidt hij een onderzoeksteam voor het project 'Coordinating for Life. Success and failure of Western European societies in coping with rural hazards and disasters, 1300-1800'.

## Onderzoek
Het onderzoek van Van Bavel is voornamelijk gericht op pre-industrieel Noordwest-Europa, met name op de uiteenlopende ontwikkelingen van samenlevingen en de invloed van instituties op dit proces. Bij recenter onderzoek heeft hij ook andere delen van Europa en het Midden-Oosten en meer recente geschiedenis betrokken.
Van Bavel heeft betoogd dat het bruto binnenlands product een subjectieve manier is om economische groei en kracht te meten, en dus niet een objectieve analyse. Hij hekelde het onvolledige beeld van de kwaliteit van leven dat het uitdrukt. Hij heeft gepleit voor het gebruiken van sociale factoren (zoals gelijkheid en welzijn en de veerkracht om schokken en rampen te weerstaan) en ecologische factoren (zoals het duurzaam gebruik van hulpbronnen).
In een artikel gepubliceerd in Past & Present in 2009 gaan Van Bavel en Oscar Gelderblom in tegen de opvattingen van de Britse historicus Simon Schama over de historische oorsprong van de Nederlandse reinheid. Terwijl Schama betoogde dat die werd ingegeven door calvinisme en patriottisme, voerden Van Bavel en Gelderblom aan dat de oorzaak economisch is: goede hygiëne is nodig voor de productie van kaas en boter.
In 2014 droeg Van Bavel bij aan een verslag over de economische ongelijkheid, gepubliceerd door de Wetenschappelijke Raad voor het Regeringsbeleid. Hij noemde de toegenomen ongelijkheid in persoonlijk vermogen tussen 2008 en 2013 "tamelijk schokkend" (het vermogen van de rijkste 1% was gestegen van ruim 20% naar ruim 25%).

## Subsidies en erkenning
In 2001 werd Van Bavel een Vidi-subsidie van de Nederlandse Organisatie voor Wetenschappelijk Onderzoek (NWO) toegekend voor het onderzoeksproject 'De organisatie van markten in laatmiddeleeuws Holland'.
In 2006 ontving hij een Vici-subsidie van NWO voor het onderzoeksproject 'Economische groei en stagnatie in de pre-industriële tijdperk: Irak, Italië en de Lage Landen, 600-1700'.
In 2013 verwierf Van Bavel een 'advanced grant' van de Europese onderzoeksraad voor het onderzoeksproject 'Coordinating for Life. Success and failure of Western European societies in coping with rural hazards and disasters, 1300-1800'.
In 2019 was Van Bavel een van de laureaten van de Spinozapremie. Hij ontving 2,5 miljoen euro om te besteden aan wetenschappelijk onderzoek en activiteiten met betrekking tot kennisbenutting.

## KNAW
Van Bavel werd verkozen tot lid van de Koninklijke Nederlandse Akademie van Wetenschappen (KNAW) in 2013. De KNAW prees zijn onderzoek voor het verstrekken van een nieuwe kijk op de economische geschiedenis van de middeleeuwen. In 2016 werd hij gekozen tot lid van de Academia Europeae.

## NAC Breda
In 2010 was van Bavel gedurende ruim een jaar bestuursvoorzitter van NAC, de betaald voetbal organisatie uit Breda. Eerder was hij, vanaf 2002, achtereenvolgens lid van de saneringscommissie, interim-voorzitter en bestuurslid van NAC.

## Boeken
- Bas van Bavel, The Invisible Hand? How Market Economies have Emerged and Declined since ad 500, Oxford: Oxford University Press, juli 2016.
  - Bas van Bavel, De onzichtbare hand, Amsterdam: Prometheus, 2018.
- Bas van Bavel, Manors and Markets: Economy and Society in the Low Countries, 500–1600, New York: Oxford University Press, 2010.
- B.J.P. van Bavel, Transitie en continuïteit: De bezitsverhoudingen en de plattelands-economie in het westelijke gedeelte van het Gelderse rivierengebied, ca. 1300 - ca. 1570. Werken van Gelre 52, Hilversum: Verloren, 1999.
- B.J.P. van Bavel, Goederenverwerving en goederenbeheer van de abdij Mariënweerd, 1129 - 1592, Hilversum: Verloren, 1993.